# قلعة الفيصلى (شرس)

تعديل مصدري - تعديل

قلعة الفيصلى هي إحدى قرى عزلة بيت قدم بمديرية شرس التابعة لمحافظة حجة، بلغ تعداد سكانها 257 نسمة حسب تعداد اليمن لعام 2004.